# Can't forget your love/PERFECT CRIME -Single Edit-
〈Can't forget your love/PERFECT CRIME (Single Edit)〉(캔트 폴겟 유어 러브/퍼펙트 크라임 (싱글 에디트))는 쿠라키 마이의 10번째 싱글이다. CD 코드는 GZCA-2011.

## 수록곡
1. Can't forget your love (5:27)
  - 작사: 쿠라키 마이, 작곡: 오노 아이카, 편곡: Cybersound, 토쿠나가 아키히토
2. PERFECT CRIME (Single Edit) (5:41)
  - 작사: 쿠라키 마이, 작곡: 토쿠나가 아키히토, 편곡: 이케다 다이스케, 토쿠나가 아키히토

2번째 음반 《Perfect Crime》 수록곡의 싱글 버전.
3. PERFECT CRIME (DJ ME-YA URBAN BEAT BOX REMIX) (5:12)
  - DJ ME-YA에 의한 리믹스.
4. Can't forget your love (Instrumental)
5. PERFECT CRIME (Single Edit) (Instrumental)

## 참가 음악가
- 쿠라키 마이: 코러스
- 이케다 다이스케: 스트링스 어레인지 (#1)
- 마이클 어플릭: 코러스 (#1)
- 후루카와 마법 (from 4D-JAM): 코러스 (#1)
- TAMA MUSIC: 스트링스 (#1)
- 토쿠나가 아키히토: 코러스 (#2)
- mist a sista (Mika & Rika): 코러스 (#2)

## 타이업
- TV 아사히계 드라마 《살기 위한 정열로서의 살인》 삽입곡. (#1)
- TV 아사히계 드라마 《살기 위한 정열로서의 살인》 테마송. (#2)

## 수록 음반
- Perfect Crime (#2, 오리지널 버전)
- FAIRY TALE (#1)
- ALL MY BEST (양곡, #2는 오리지널 버전)